# キャンクァンジ県
キャンクァンジ県(キャンクァンジけん、英語: Kyankwanzi District、スワヒリ語: Wilaya ya Kyankwanzi)はウガンダの中央地域北西部の県。
2014年の人口は21万4057人。
県都はブテンバ。

## 地理
- 北：マシンディ県 (カフ川（英語版）)
- 東：ナカセケ県 (ルゴゴ川（英語版）)
- 南東：キボガ県
- 南：ムベンデ県
- 西：キバレ県 (マヤンジャ川（英語版）)
- 北西：ホイマ県 (カフ川（英語版）)

県都ブテンバは、首都カンパラから道なりに約160km北西に位置する。

東アフリカ大地溝帯の西部に位置し、海抜1000～1200mの平坦な地形に森や平原が広がる。

## キボガ県からの独立
2010年7月1日、キボガ県の北部を割いて新設された。
それ以前は、ブテンバから約35km離れたキボガが県都だった。

更にそれ以前はムベンデ県の一部だった。
県が広過ぎて県庁に行き辛かった為分離した。
県名はカンパラ・ホイマ道を20km進んだキャンクァンジから取られた。
これは、1981年～1986年にヨウェリ・ムセベニがキャンクァンジの畜産農家を率いて国民抵抗運動を始め、ウガンダ内戦に勝利した事による。
現在でもキャンクァンジは国民抵抗運動が強い都市である。
また、国民指導者機関の本部が有り、全ての軍人と公務員が訓練を受けている。
しかし、交通の利便性からブテンバが県都になった。

## 人口
- 1991年：4万3500人
- 2002年：12万600人
- 2012年：18万2900人[3]
- 2014年：21万4057人

キボガ県とキャンクァンジ県は、ウガンダの地方間移住で人気の有る県である。
1990年代に政府は全国の農家にこの広大な2県への移住を提案した。

## 民族
- 全域：ガンダ人・ニョロ人・アンコーレ人/ルワンダ人（英語版） (コンゴから避難した遊牧民)
- 東部：ソガ人・マサバ人（英語版）
- 南西：キゲジ出身のキガ人（英語版）・フンビラ人

ほとんどの住民が2言語以上を話す。

## 貧困
2009年、キボガ県のキャンクァンジ副郡では1$/日以下で暮らす人口が38%を占めており、中央地域で最貧だった。

## 経済
- 農業
  - ホイマやカンパラで販売する。国内だけでなく南スーダンやケニアからも買い付けに訪れる。
  - 玉蜀黍
  - 豆
  - ピーナッツ
  - ネリカ種の陸稲
  - パイナップル
  - 煙草
  - マトケ
  - 芋
  - キャッサバ
  - 雑穀
  - モロコシ属

- 畜産
  - ウガンダを南西から北東に貫く「牛回廊」に属す。住民の多くがアンコーレ人やルワンダ人（英語版）で、広大な森林でアンコーレ・ワツシ（英語版）を飼っている。カペケ副郡・キャンクァンジ副郡・ンサンビャ副郡に畜産の殆どが集中する。牛市場が毎週もしくは隔月に開かれる。
- 木炭製造
  - キコンダ森林保護区で合法的に伐採出来る。国立森林機関がデンマークのGlobal Woods AGと提携して管理している。

## 交通
- 長距離バス：ホイマ・カンパラ行き
- タクシー：主に県内
- シャトルバス：カンパラ⇔国立指導者機関